# Neon Genesis Evangelion
Neon Genesis Evangelion (jap. 新世紀エヴァンゲリオン Shin Seiki Evangerion) – seria anime, emitowana premierowo w latach 1995–1996. Reżyserem i scenarzystą jest Hideaki Anno, producentem – studio Gainax. Akcja rozgrywa się w roku 2015, piętnaście lat po katastrofie znanej jako Second Impact (Drugie Uderzenie), spowodowanej rzekomo przez meteor, który zmiótł z powierzchni Ziemi połowę populacji i wykrzywił jej oś obrotu. Kiedy ludzkości udaje się częściowo naprawić wyrządzone przez katastrofę szkody, Tokio-3 – zmilitaryzowane miasto zlokalizowane na ostatnich suchych obszarach Japonii – atakują dziwne istoty zwane aniołami. Broń konwencjonalna okazuje się wobec nich bezużyteczna. Jedynym znanym środkiem obronnym stają się biomechaniczne mechy skonstruowane przez organizację NERV – evangeliony (evy).

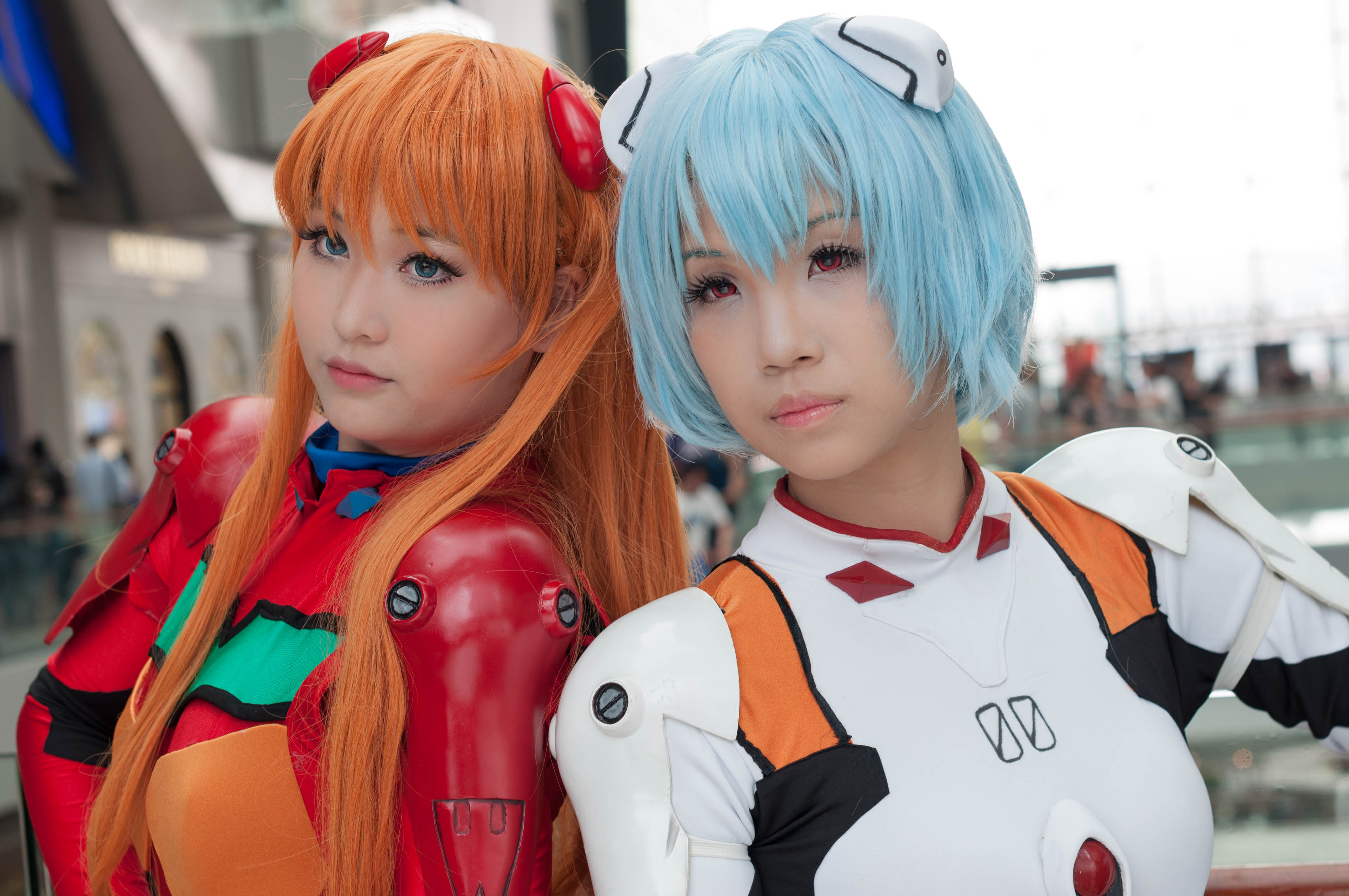
Asuka Langley Soryu i Rei Ayanami – cosplay

Pomimo iż serial rozpoczyna się jak zwykłe anime z gatunku mecha, akcja szybko zaczyna skupiać się na wspomnieniach i analizie postaci głównych bohaterów, szczególnie jednego z nich – Shinjiego Ikari. Twórca serialu, Hideaki Anno, przed stworzeniem Neon Genesis Evangelion przez długi czas cierpiał na depresję. Wiele wątków serialu opartych jest na jego własnych doświadczeniach związanych z radzeniem sobie z depresją i na teorii psychoanalitycznej, z którą miał styczność podczas psychoterapii. W rezultacie postaci w anime doświadczają problemów ze zdrowiem psychicznym, a w szczególności depresją, traumą oraz zaburzeniami lękowymi.
Evangelion składa się z dwudziestu sześciu odcinków, które po raz pierwszy wyemitowane zostały przez TV Tokyo w okresie od 4 października 1995 do 27 marca 1996 roku. Po oryginalnej serii, w 1997 roku, światło dzienne ujrzały dwa filmy kinowe: Shin seiki Evangelion gekijōban Death & Rebirth i The End of Evangelion. Death & Rebirth jest skondensowaną reedycją serialu (Death) i pierwszą połową Air/Magokoro wo, kimi ni (Rebirth). Air/Magokoro wo, kimi ni stanowi w pełni rozwinięte dopełnienie serialu ukazujące jego alternatywne zakończenie. W 1998 roku oba filmy zostały wydane jeszcze raz jako jeden, zatytułowany Revival of Evangelion. Ukazały się również dwie dodatkowe płyty DVD (Genesis Reborn i Resurrection), które łącznie zawierają sześć oryginalnych odcinków kończących serial i wersje reżyserskie odcinków 21., 22., 23. i 24.
Po odcinku 24 należy więc zapoznać się z Death & Rebirth – Death to skrót 24 odcinków anime, zaś Rebirth to zapowiedź End of Evangelion, alternatywny odcinek 25. Pierwsza część End of Evangelion to alternatywny odcinek 25. zatytułowany Air, jest to Rebirth uzupełniony o sceny reżyserskie. Druga część End of Evangelion to ostateczne alternatywne rozwiązanie i finał akcji.
W Polsce anime było dystrybuowane na VHS od 1997 roku przez Planet Manga w wersji anglojęzycznej. Od września 2005, serię emitowano na kanale Hyper w wersji z polskim lektorem, którym był Piotr Borowiec. Była to wersja Platinum, różniąca się od oryginału zremasterowanym obrazem i dodatkowymi sceny w odcinkach 21-24. Od 21 czerwca 2019 roku seria jest dostępna z polskimi napisami na Netflix Polska.

## Fabuła

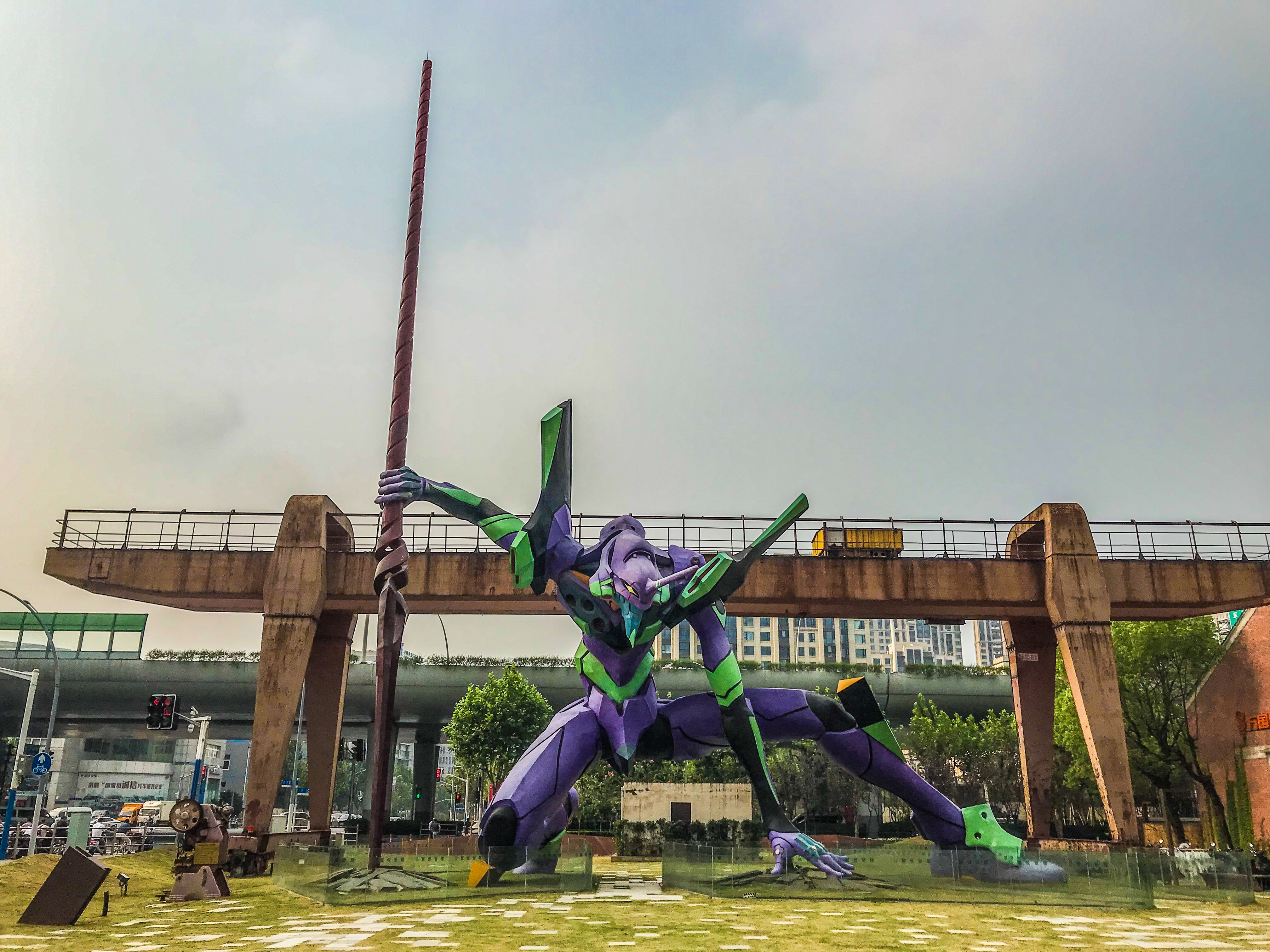
Evangelion Test Type-01 w siedzibie Shanghai Metallurgical & Mine Machinery Factor (2019)

W roku 2000 grupa naukowców zorganizowała wyprawę na Antarktydę, gdzie odkryto dużą, świetlistą istotę, uznaną za pierwszego anioła – Adama. 13 września podjęto próbę złapania istoty. Efektem tych działań było wytworzenie przez anioła silnego pola AT, które spowodowało Second Impact. Prawdziwą przyczynę eksplozji zatajono, oficjalnie uzasadniając ją upadkiem na Antarktydę meteorytu poruszającego się z prędkością zbliżoną do prędkości światła.
W konflikcie z aniołami ludzkość reprezentują dwie organizacje: GEHIRN (w 2010 roku przemianowana na NERV) oraz SEELE. NERV pozostaje pod kontrolą SEELE i oprócz obrony Ziemi przed atakami aniołów ma za zadanie przeprowadzić Projekt Dopełnienia Ludzkości. W 2004 roku ginie Yui, żona komendanta Ikariego, który od tej pory, pod przykrywką NERV-u i w tajemnicy przed SEELE, realizuje własną wizję Dopełnienia.
Do obrony Ziemi NERV wykorzystuje evangeliony – masywne humanoidalne bioroboty, które mogą pilotować tylko dzieci poczęte po Second Impact. Piloci wybierani są przez Organizację Marduka, którą – jak się potem okazuje – tworzy sto osiem fikcyjnych przedsiębiorstw, zaś właściwej selekcji pilotów dokonują komendant Gendō Ikari i Ritsuko Akagi. W miarę upływu czasu wychodzi również na jaw, iż evangeliony są – wbrew powszechnemu przekonaniu – żyjącymi, biomechanicznymi organizmami, a nie zwykłymi „robotami”. Ritsuko początkowo wspomina, że evy posiadają trochę biologicznych komponentów, jednak nie określa zakresu, w jakim części te zostały użyte. W rzeczywistości evangeliony pochodzą od aniołów: jednostki 00, 02, 03 i 04 zostały stworzone z Adama, zaś jednostka 01 z Lilith. Mechaniczne części, które nałożono na evy, służą m.in. ich kontrolowaniu. Mimo to zdarza się, iż eva-00 i eva-01 dostają szału – wpadają w tryb berserk, pozostając tym samym poza czyjąkolwiek kontrolą.
Każda eva posiada jednego przeznaczonego jej pilota, który musi się z nią zsynchronizować. Im wyższy stopień synchronizacji, tym większą kontrolę nad evangelionem posiada pilot. Shinjiemu przypisano jednostkę 01, gdyż zawiera ona duszę jego matki, Yui Ikari, co w znacznym stopniu ułatwia synchronizację. Inne evangeliony także posiadają dusze (np. Asuka twierdzi w The End of Evangelion, że czuje obecność swej matki chroniącej ją w evie), nie wiadomo jednak, jakich dokładnie osób.
W 2015 roku Shinji na polecenie Gendō przybywa do Tokio-3. Jego przyjazd pokrywa się z atakiem Sachiela, jednak dopiero w siedzibie NERV-u chłopak dowiaduje się, iż ma zostać pilotem evy-01. Poznaje Rei Ayanami obsługującą jednostkę 00 i Major Misato Katsuragi, z którą ostatecznie zamieszka. W ósmym odcinku dołącza do nich Asuka, która wraz ze swym evangelionem przybyła z Niemiec.
Tajne zadanie NERV-u – przeprowadzenie Projektu Dopełnienia Ludzkości – ma na celu przyspieszenie ewolucji gatunku ludzkiego. SEELE, z nieznanych powodów, jest główną siłą czuwającą nad realizacją projektu. Członkowie tej organizacji uważają, iż potrzebne jest siłowe przeprowadzenie ewolucji, bowiem bez niej ludzkość zginie. Końcowym efektem ma być połączenie wszystkich dusz w jedną masę poprzez pozbawienie ich pól AT, które oddzielają ludzi od siebie. W ten sposób człowiek powróci do swego pierwotnego stanu – obróci się w LCL. Wszystkie umysły staną się jednym, zniknie wzajemne niezrozumienie, ból, cierpienie i samotność. Pozostanie tylko evangelion, który jest rzeczywistą nową ludzką formą i który z duszą wewnątrz przetrwa wszystko, stanowiąc wieczny dowód ludzkiej egzystencji.
Pod koniec serii Gendō i Rei inicjują Dopełnienie, zmuszając kluczowe postaci do zmierzenia się ze swym strachem i wątpliwościami, które towarzyszą im od wczesnego dzieciństwa. Ostatni odcinek poświęcony jest Shinjiemu, który ostatecznie akceptuje to, kim jest i postanawia dalej żyć, nawet jeśli ma to wiązać się z bólem, jaki ludzie zadają sobie nawzajem, a który stanowi nieodłączną część ludzkiej egzystencji.
Fabuła Air/Magokoro wo, kimi ni i fabuła serialu wydają się rozbiegać pod koniec 24. odcinka serii. W serialu odcinki 25. i 26. składają się z introspekcji postaci, natomiast w filmie ukazane są zdarzenia w „realnym” świecie. Hideaki Anno pozostawił zakończenia wolne do interpretacji: jasne jest, że Shinji w końcu przemaga swoje problemy i akceptuje bycie z innymi ludźmi, ale pozostaje niewyjaśnione, czy Dopełnienie dobiega końca. W Air/Magokoro wo, kimi ni Shinji jest bezpośrednio związany z inicjacją projektu, jednak ostatecznie odrzuca wzięcie w nim udziału.

## Postacie
Głównym bohaterem serii jest Shinji Ikari, nieśmiały czternastolatek, który zostaje pilotem evy. Innymi pierwszoplanowymi postaciami są pilotujące evangeliony koleżanki z klasy Shinjiego: cicha, często oskarżana o bycie nieuczuciową Rei Ayanami i dumna, rudowłosa Asuka Langley Sōryū. Ponadto ważną rolę w serii spełnia ojciec Shinjiego, komendant NERV-u, Gendō Ikari, odpowiadająca za strategię i taktykę Misato Katsuragi oraz główny naukowiec, Ritsuko Akagi.
Hideaki Anno uważa, iż Evangelion stanowi próbę połączenia wszystkich punktów widzenia w jeden poprzez stworzenie postaci, które reprezentują różne rzeczy dla różnych odbiorców. Zabieg ten ma uniemożliwić oglądającym dojście do jednej teorii i wyprowadzenie jednakowych wniosków.
Postaci bohaterów przyczyniły się do popularności Neon Genesis Evangelion. Projekty trzech atrakcyjnych żeńskich bohaterek – Asuki, Rei i Misato – zostały wykorzystane w licznych dōjinshi, garage kitach i późniejszych anime.

## Symbolika
Jedną z wielu intrygujących cech serialu Evangelion jest częste używanie w nim symboli pochodzących z zewnętrznych źródeł i różnorodne znaczenia, jakich można się w nich doszukać. Każdy może inaczej interpretować poszczególne symbole, nie ma tu jednoznaczności.
Najczęściej symbolika czerpie inspiracje z judaizmu i chrześcijaństwa, często używając ikonografii i motywów zaczerpniętych z tych kultur, w niektórych przypadkach również z wolnomularstwa. Niektórzy członkowie ekipy pracującej nad projektem powiedzieli, że pierwotnie używali chrześcijańskiej symboliki (chrześcijaństwo jest praktykowane przez około jeden procent populacji Japonii) tylko po to, aby nadać projektowi unikatowość w stosunku do innych mecha-anime. Reżyser pomocniczy Kazuya Tsurumaki mówił w wywiadach: Myśleliśmy tylko, że wizualne symbole chrześcijańskie wyglądają fajnie. Czy ten sposób myślenia zmienił się podczas produkcji serialu i czy chrześcijańskie symbole mają związek z intencjami twórcy i reżysera Hideakiego Anno, wciąż jest kwestią sporną wśród fanów.
Jasne jest, że Adam i Ewa (Eva) mają ścisły związek z pierwszymi ludźmi z Księgi Rodzaju. Chrześcijański krzyż jest często pokazywany, nierzadko reprezentowany przez promienie energii wystrzeliwane do góry po różnych eksplozjach. Pramatka całej ludzkości – Lilith (znana również w mitologii Kanaanu jako pierwsza żona Adama i pierwszy wampir) jest zawieszona na krzyżu, później zaś zostaje przebita legendarną Włócznią Longinusa. Anioły mogą mieć związek z aniołami Boga z żydowskich i chrześcijańskich tekstów. Występujący w serii superkomputer Magi swoją nazwę zawdzięcza Trzem Mędrcom, którzy odwiedzili Jezusa przy jego narodzinach.

## Kontekst historyczny
W okresie od 1994 roku do momentu wyemitowania Evangeliona, japońskie filmy animowane cieszące się największym uznaniem bardzo różniły się od standardowych anime. Produkcje, za które odpowiedzialni byli Hayao Miyazaki, Katsuhiro Ōtomo bądź Mamoru Oshii, rezygnowały z konwencji, jakimi posługiwały się anime z gatunku mecha czy bishōjo. W efekcie filmom animowanym, takim jak Mój sąsiad Totoro (1988), Akira (1988) czy Ghost in the Shell (1995), bliżej było pod względem narracji do filmu fabularnego, niż do anime, co z kolei spowodowało, iż zostały one docenione w skali międzynarodowej. Evangelion pokazał załamanie tego trendu, zaś Hideaki Anno dowiódł, iż serial wykorzystujący motywy obecne w japońskich filmach s-f, mangach, a przede wszystkim w anime z lat 70. i 80., ma szansę odnieść sukces na całym świecie.
Produkcja serialu przypada na okres, w którym doszło do ataku sekty Aum Shinrikyō na tokijskie metro z użyciem gazu sarin. W obawie przed cenzurą, Hideaki Anno usunął pewne elementy fabuły, które – w jego odczuciu – zbytnio przypominały wydarzenia z 20 marca 1995 roku.

## Reakcja publiczności
Kiedy Evangelion został po raz pierwszy pokazany w Japonii w czasie przeznaczonym dla nastolatków, nie zyskał szczególnej popularności. Jednak kiedy został pokazany jeszcze raz w czasie pasującym bardziej dorosłym, jego popularność eksplodowała i rozpaliła w wielu dorosłych zainteresowanie anime.

### Interpretacje dwóch zakończeń
Po zakończeniu emisji serialu w telewizji Gainax i Hideaki Anno otrzymali liczne listy i e-maile od fanów, zarówno z gratulacjami, jak i krytykujące ostatnie dwa odcinki. Z powodu tych odpowiedzi Gainax rozpoczął projekt, aby stworzyć film z „właściwym” zakończeniem. Gainax wydał najpierw Shin seiki Evangelion gekijōban Death & Rebirth, zawierający skondensowany serial TV (Death) i połowę „właściwego” zakończenia (Rebirth). Projekt został ukończony w rok później, zawierał kompletną część Rebirth, pod tytułem The End of Evangelion. Film zarobił w Japonii około dwunastu milionów dolarów, co – jak na panujące tam warunki – można uznać za sukces.
Pomimo sukcesu Air/Magokoro wo, kimi ni, jego zakończenie jest kontrowersyjne. Niektórzy uważają, że było ono manifestacją frustracji reżysera kulturą fanów, którzy zaatakowali oryginalne zakończenie, i że użył on Air/Magokoro wo, kimi ni jako zemsty przeciwko nim. Inni spekulują, że reżyser chciał ukazać właściwy punkt kulminacyjny w filmie Air/Magokoro wo, kimi ni, ale nie był w stanie tego dokonać z powodu ograniczonego budżetu i ograniczającego go prawa. Niektórzy uważają, że dwa ostatnie odcinki serialu dzieją się w całości w umyśle Shinjiego, kiedy w Air/Magokoro wo, kimi ni ukazane są zdarzenia, które miały miejsce naprawdę. Możliwe jest także, że Anno próbował osiągnąć sukces poprzez skandal, celowo kończąc serial TV w sposób, w jaki to zrobił, ponieważ przewidział frustrację fanów. To mogłoby pomóc zapewnić sukces, popularność i kontrowersyjność Air/Magokoro wo, kimi ni.
Teoria o zaplanowanym już wcześniej dodatkowym zakończeniu jest poparta kilkoma argumentami, takimi jak obraz w intro przedstawiający jednostkę 01 ze skrzydłami i zdjęcia śmierci Misato i Ritsuko, które pojawiły się w końcówce serialu TV. Śmierci tych dwóch postaci korespondują z wydarzeniami w 'Air/Magokoro wo, kimi ni i mogłyby wskazywać na obalenie teorii, że tragiczne śmierci różnych postaci w Air/Magokoro wo, kimi ni wystąpiły z powodu frustracji reżysera. W dodatku fabuła Air/Magokoro wo, kimi ni wydaje zgadzać się z fabułą przedstawioną w końcówce serialu TV, kiedy popatrzeć na Projekt Dopełnienia Ludzkości, prawdziwe cele NERV-u i prywatne cele Genda Ikariego.
Z drugiej strony istnieją jednak dowody wskazujące na to, że frustracje reżysera zaczęły się przed stworzeniem Air/Magokoro wo, kimi ni, a film był kulminacją rosnącej złości. Argumentem może być nagła zmiana tonu około 16. odcinka. Kilka źródeł wydaje się wskazywać, że pomimo zarysowanego wcześniej planu Evangeliona, szczegóły historii bohaterów były otwarte na różne przeróbki, możliwe że po to, aby dostosować się do żądań publiczności albo, co jest bardziej prawdopodobne (odnosząc się do walki reżysera ze sponsorami), możliwości podejmowania decyzji wyłącznie przez reżysera. Zmiana tonu i stylu koresponduje ze zmianą światopoglądu Anno, co mogło spowodować, że opuści „styl życia otaku” i na jakiś czas zaprzestanie tworzenia anime, poświęcając się kręceniu filmów aktorskich.

### Komercyjność
Pomimo ogólnego przyjęcia z dużym szacunkiem, serial krytykowany był z powodu wielu odniesień do religii i psychologii, które niektórzy fani uważają za powierzchowne. W dodatku głównymi firmami sponsorującymi projekt były robiąca zabawki Bandai oraz Sega, co powodowało krytykę przez ludzi twierdzących, że serial powstał tylko w celach komercyjnych. W odpowiedzi na te oskarżenia fani mówią, że serial pokazuje bardzo kompleksowe zrozumienie teorii psychologicznych. Mówi się także, że gdyby serial był tylko i wyłącznie komercyjnym przedsięwzięciem, nie miałby takiego niekomercyjnego zakończenia.

## Inspiracje
Evangelion jest utworem posiadającym różnorodne materiały źródłowe, które składają się na jego kompozycję. Główne motywy oparte są na Freudowskiej psychoanalizie wspomnianej powyżej we fragmentach dotyczących postaci i ogólnym tworzeniu fabuły, a także na egzystencjalizmie.
Podstawowa zasada egzystencjalizmu zakłada, że ludzie całkowicie wpływają na swoją własną rzeczywistość, poprzez wybory jakich dokonują. Kiedy istoty ludzkie uwięzione są w swoich ciałach, ich działania i myśli są zamknięte w ich królestwie wiedzy, którym w tej najbardziej osobistej formie, nie dzielą się z nikim innym. Zasadniczo istoty ludzkie są samotne i nie posiadają żadnej możliwości aby tę samotność przerwać. Jednak według egzystencjalizmu, ludzie, częściowo z powodu ich izolacji, mogą wolno wybierać interpretacje różnych wydarzeń i tworzyć swoją własną rzeczywistość i, co najważniejsze, postrzegać tę rzeczywistość jako prawdziwą. W odniesieniu do tego, Projekt Dopełnienia Ludzkości w Evangelionie jest próbą przełamania barier, które oddzielają od siebie ludzi, a ostateczna decyzja Shinjiego pokazuje, czy ograniczenia i wrodzone wolności ludzi jako osobnych stworzeń są dobre, czy powinny zostać zabronione. Chociaż można jeszcze nad tym spekulować, wydaje się to oczywiste. Nowy początek ludzkości ma miejsce bezpośrednio z powodu decyzji jaką podjął Shinji po tym, gdy ma miejsce Dopełnienie w Air/Magokoro wo, kimi ni.
Występują też jednak bardziej ścisłe przypadki wywierania wpływu przez egzystencjalizm na Evangelionie. Na przykład tytuł szesnastego odcinka został przetłumaczony jako Choroba na śmierć i... Choroba na śmierć to książka autorstwa Sørena Kierkegaarda (jeden z pierwszych egzystencjalistów) traktująca o ludzkiej rozpaczy. Rozpacz ta pojawia się w trzech formach: rozpacz nad tym, że człowiek nie jest świadomy swojego istnienia; rozpacz nad tym, że człowiek nie chce być sobą; a nawet rozpacz nad tym, że człowiek chce być sobą. Odbiorcy serialu mogą zauważyć, że Rei, Shinji i Asuka przypominają różne typy rozpaczy. Rei nie ma własnej duszy, i traci swoje „jestestwo” przy każdej reinkarnacji; Shinji jest zdesperowany w próbowaniu przezwyciężenia braku pewności siebie; a Asuka ukrywa swoją własną rozpacz grając pewną siebie.
W ostatnim odcinku emitowanym w telewizji, Shinjiemu pokazany jest świat z nieograniczonymi możliwościami. Jest on przedstawiony jako zwykłe białe tło, na którym narysowana jest postać Shinjiego, pływająca w absolutnej nicości. Poprzez własną wolę, Shinji zdolny jest stworzyć ziemię, prawa fizyki i właściwie cały świat, jaki go otacza. Jest on całkowicie zdolny do stworzenia świata jaki chce, do zanegowania czego chce i pozostawienia tylko tego, co da mu szczęście. Ma to bezpośredni związek ze stwierdzeniem Jeana Paula Sartre’a w jego książce Byt i nicość. Zarys ontologii fenomenologicznej, w której ukazuje świadomość jako najważniejszy czynnik w postrzegania rzeczywistości – ma ona moc, aby zanegować pewne rzeczy i stworzyć własną, subiektywną rzeczywistość. Fakt, że za każdym razem, kiedy Shinji stwarza to, co chce, zabiera sobie część swojej wolności, przypomina także koncept Michaela Ende w Nie kończącej się historii.
Evangelion wykazuje także oddziaływanie ze strony kontrowersyjnego pisarza science-fiction, dr. Paula Linebargera, lepiej znanego pod pseudonimem Cordwainer Smith. Linebarger został wychowany w Chinach, został synem chrzestnym nacjonalistycznego przywódcy Sun Jat-sena, a podczas II wojny światowej pracował w urzędzie propagandy w imieniu Armii Stanów Zjednoczonych. W raczej niezwykłej pracy Linebargera spotykał się on i z kulturą wschodnią (Japonia) i chrześcijańską. Ponadto, jego praca miała związek z jego własnym pomysłem Dopełnienia Ludzkości. Hideaki Anno przyznał, że Linenbarger miał duże oddziaływanie na Evangeliona i nalegał, żeby przetłumaczyć nazwę Projekt Dopełnienia Ludzkości na inne języki w taki sposób, żeby oddać hołd Linebargerowi, chociaż koncepcje dwóch autorów o „dopełnieniu” bardzo się różnią.
Wiele utworów z przeszłości miało wpływ na Evangeliona, ale także on ma dziś duży wpływ na różne utwory. Psychologiczna natura Evangeliona zainspirowała np. Rewolucjonistka Utena (1997) i Wirtualną Lain (1998). Serial Kareshi kanojo no jijyō (1999), również w reżyserii Hideakiego Anno, podziela wiele technik (np. używanie prawdziwych fotografii) i przedstawia wiele psychologicznych konfliktów w ten sam sposób, co w Evangelionie. Evangelion wywołał także falę używania symboli chrześcijańskich w innych anime. Zmienił także wygląd wielkich robotów w wielu filmach animowanych. Wcześniej wszystkie mechy wzorowane były na tych przedstawionych w Gundamie lub Mazingerze.
Evangelion stworzył nową grupę fanów, którzy są o wiele mniej zainteresowani technicznymi aspektami science-fiction, a zwracają większą uwagę na analizowanie metafizycznych symboli, w przeciwieństwie do Gundama i innych filmów reprezentujących gatunek science-fiction.
O Evangelionie wspominało się także w amerykańskich mediach. W filmie Zdjęcie w godzinę z Robinem Williamsem w jednej z głównych ról, można zobaczyć kilka razy model-zabawkę evangeliona. Pierwszy raz figurka pojawia się w momencie kiedy rodzina York odwiedza SavMart (parodia WalMarta), gdzie Jake (Dylan Smith) błaga swoją mamę, żeby kupiła mu figurkę jednostki 05. W innej scenie można zobaczyć bohatera granego przez Robina Williamsa, Sy, oferującego Jake’owi figurkę za darmo. Interesujące jest to, że twórcy filmu pozostawili figurkę w oryginalnym opakowaniu z oryginalnymi japońskimi napisami. Większość produkcji zmienia opakowanie, żeby nie płacić dodatkowych opłat licencyjnych.

## Tłumaczenie

### Tytuł
Japoński tytuł serialu, Shin seiki evangerion, złożony jest z dwóch części: shin seiki i evangerion. Dwa pierwsze słowa przetłumaczone dosłownie z japońskiego znaczą nowa era, a trzecie stanowi zapożyczenie z języka greckiego oznaczające dobrą nowinę. Tytuł Neon Genesis Evangelion zaproponowało studio Gainax i jest on oficjalnym tłumaczeniem na język angielski używanym we wszystkich krajach poza Japonią.
W języku polskim Neon Genesis Evangelion – tytuł pochodzący z greckiego (νέον γένεσις εὐαγγέλιον) – oznacza Ewangelię nowego rodzaju. Neon stanowi rodzaj nijaki słowa neos (νέος, νέα, νέον), które dosłownie znaczy ‘nowy’ lub ‘młody’. Genesis (γένεσις, εωσ, ἡ) to ‘pochodzenie, źródło’ lub ‘narodziny’, a ponadto grecki tytuł jednej z ksiąg zawartych w Biblii (w polskim tłumaczeniu Księga Rodzaju), opisującej początek świata. Evangelion jest zangielszczoną wersją greckiego słowa εὐαγγέλιον (euangelion), które oznacza dosłownie ‘dobrą nowinę’. W Biblii termin ten tłumaczony jest jako ewangelia.
Dodatkowo termin eva, często używany skrót od słowa evangelion w odniesieniu do mechów, jest grecką wersją imienia biblijnej Ewy, które pochodzi od hebrajskiego imienia Chava oznaczającego ‘oddech’ lub ‘życie’. W anime często występują aluzje do biblijnych postaci Adama i Ewy. Słowo Eva funkcjonuje również w języku niemieckim i innych, jako imię Ewa i oczywiście instynktownie kojarzy się z tym imieniem także w języku polskim.

### Inne słowa
Terminy Gehirn, Seele oraz Nerv pochodzą z języka niemieckiego i oznaczają odpowiednio ‘mózg’, ‘duszę’ oraz ‘nerw’.
Japońskie słowo używane w anime w odniesieniu do aniołów to shito (使徒), co dosłownie znaczy ‘posłaniec’ lub ‘apostoł’. W języku japońskim anioła określa się słowem tenshi (天使). Za tłumaczenie słowa shito odpowiada studio Gainax.

## Anime

### Obsada głosowa wersji oryginalnej
- Shinji Ikari: Megumi Ogata
- Misato Katsuragi: Kotono Mitsuishi
- Rei Ayanami, Yui Ikari: Megumi Hayashibara
- Asuka Langley Sōryū: Yūko Miyamura
- Gendō Ikari: Fumihiko Tachiki
- Kōzō Fuyutsuki: Motomu Kiyokawa
- Ritsuko Akagi: Yuriko Yamaguchi
- Tōji Suzuhara: Tomokazu Seki
- Kensuke Aida: Tetsuya Iwanaga
- Hikari Horaki: Junko Iwao
- Maya Ibuki: Miki Nagasawa
- Makoto Hyūga: Hiro Yūki
- Shigeru Aoba: Takehito Koyasu
- Ryōji Kaji: Kōichi Yamadera
- Keel Lorentz: Mugihito
- Kaworu Nagisa: Akira Ishida

### Ścieżka dźwiękowa
- Neon Genesis Evangelion OST (1995/11/22)
- Neon Genesis Evangelion II (1996/2/16)
- Neon Genesis Evangelion III (1996/5/22)
- Neon Genesis Evangelion: Dodatek (Edycja limitowana) (1996/12/21)
- Evangelion: Death (1997/6/11)
- End of Evangelion (1997/9/26)
- エヴァンゲリオン・クラシック-1 (Evangelion Klasyka 1) (1997/10/22)
- エヴァンゲリオン・クラシック-2 (Evangelion Klasyka 2) (1997/10/22)
- Piosenki zainspirowane przez „Evangelion” (1997/11/6)
- Evangelion-VOX (1997/12/3)
- Neon Genesis Evangelion: S² działa (1998/12/4)
- Evangelion – Dzień Drugiego Uderzenia (2000/9/13)
- Evangelion – Narodziny Rei Ayanami (2001/3/30)
- Refrain of Evangelion (2003/7/24)
- Neon Genesis Evangelion: dekada (2005/10/26)

#### Single
- Zankoku na tenshi no tēze (jap. 残酷な天使のテーゼ) (1995/10/25)
- Fly me to the Moon (1995/10/25)
- 魂のルフラン (Tamashii no rufuran) (1997/2/21)
- THANATOS-If I can’t be yours- (1997/8/1)
- 残酷な天使のテーゼ/Fly me to the Moon (2003/3/26)
- 魂のルフラン (2006/5/24)

#### Albumy DVD-Audio
- Neon Genesis Evangelion (2004/12/22)
- Neon Genesis Evangelion II (2004/12/22)
- Neon Genesis Evangelion III (2004/12/22)
- Evangelion: Death (2004/12/22)
- End of Evangelion (2004/12/22)

## Manga
Autorem zarówno scenariusza, jak i rysunków do adaptacji anime w formie mangi jest Yoshiyuki Sadamoto, projektant postaci serii anime. Manga była publikowana na łamach miesięcznika Shōnen Ace wydawnictwa Kadokawa Shoten od 1995 do 4 czerwca 2013 roku. Polskim wydawcą mangi jest Japonica Polonica Fantastica.
Dwie inne mangi, których akcja rozgrywa się w świecie Evangeliona, bazują na grach komputerowych – są to Shin seiki evangerion kōtetsu no girlfriend 2 (Neon Genesis Evangelion: Angelic Days) autorstwa Fumino Hayashiego oraz Ikari Shinji ikusei keikaku (Shinji Ikari Raising Project)

## Gry komputerowe
- Neon Genesis Evangelion: Typing Project-E (Dreamcast, PlayStation 2)
- Neon Genesis Evangelion: Typing Hokan Keikaku (Dreamcast)
- Neon Genesis Evangelion: Ayanami Rei Ikusei (Dreamcast)
- Neon Genesis Evangelion: Ayanami Ikusei Keikaku with Asuka Hokan Keikaku (PlayStation 2)
- Shinji Ikari Raising Project (PC)
- Neon Genesis Evangelion: Iron Maiden (Sega Saturn, PlayStation, PC)
- Girlfriend of Steel 2 (PlayStation 2, PC)
- Neon Genesis Evangelion 2 (PlayStation 2)
- Neon Genesis Evangelion (Sega Saturn)
- Neon Genesis Evangelion 2nd Impression (Sega Saturn)
- Neon Genesis Evangelion Digital Card Library (Sega Saturn)
- Neon Genesis Evangelion: Shito Ikusei (Bandai Wonderswan)
- Neon Genesis Evangelion Mahjong Hokan Keikaku (Game Boy Color)
- Neon Genesis Evangelion 64 (Nintendo 64)